# Agave coetocapnia
Espèce
Agave coetocapnia est une espèce de plante à fleurs de la famille des Asparagaceae. Il est originaire du Mexique. Il a été décrit pour la première fois en 1824 sous le nom de Bravoa geminiflora. Il a été connu sous plusieurs autres noms scientifiques, y compris, en tout ou en partie, Polianthes geminiflora. Il a été cultivé comme plante ornementale.

## Description
Agave coetocapnia pousse à partir d'un tubercule. Les feuilles poussent principalement sous forme de rosette basale et ont une base large, effilée pour devenir linéaire. La tige fleurie est un scape qui mesure environ 30 cm de hauteur et possède de petites feuilles qui se transforment progressivement en bractées au sein de l'inflorescence, qui est un racème terminal. Les fleurs individuelles sont de couleur rouge orangé, tombantes, avec six tépales d'environ 25 mm de long. À la base de la grappe, les fleurs sont portées individuellement ; plus haut, une paire de pédicelles, portant chacun une seule fleur, émerge des trois mêmes bractées. Il y a six étamines et un style qui dépasse de la fleur et se termine par un stigmate.

## Taxonomie
L'histoire nomenclaturale complexe de l'espèce a été discutée par Rafaël Govaerts et Joachim Thiede en 2013. La première description de l'espèce a été réalisée par Juan de Lexarza en 1824, sous le nom Bravoa geminiflora. Il a été décrit indépendamment sous la même épithète deux autres fois : en 1828 par Johann Link et Christoph Otto, sous le nom de Coetocapnia geminiflora, et en 1841 par Auguste Drapiez, comme Robynsia geminiflora. Govaerts et Thiede ont commenté que cela pourrait être le seul cas où trois botanistes ont indépendamment choisi la même épithète dans différents genres pour la même espèce. L'épithète signifie « à fleurs jumelles ».
En 1903, Joseph Nelson Rose transféra Bravoa geminiflora en Polianthes sous le nom de Polianthes geminiflora, Des études phylogénétique moléculaire ont montré que le genre Polianthes est intégré au genre plus vaste Agave, et que « Polianthes » a été englobé dans un « Agave » plus largement défini. '. P. geminiflora n'a pas pu être transféré à Agave en tant que Agave geminiflora car ce nom existait déjà. Ainsi, en 1999, Joachim Thiede et Urs Eggli ont choisi Agave duplicata comme nom de remplacement. Cependant, en 1847, Max Joseph Roemer avait transféré l'espèce, sous le nom de Link et Otto Coetocapnia geminiflora, de Coetocapnia à Bravoa. Puisque Roemer considérait Bravoa geminiflora comme une espèce distincte, il ne pouvait pas utiliser la même épithète, il a donc publié le nom de remplacement Bravoa coetocapnia. L'épithète coetocapnia est donc l'épithète distincte la plus ancienne après geminiflora. Selon les règles du Code international de nomenclature des algues, des champignons et des plantes, la première épithète disponible doit être utilisée. Ainsi Polianthes geminiflora devient Agave coetocapnia lorsqu'il est placé dans le genre Agave.

### synonymes
- Polianthes americana Sessé & Moc. (of subsp. coetocapnia)
- Bravoa coetocapnia M.Roem.
- Agave duplicata Thiede & Eggli (of subsp. coetocapnia)
- Agave duplicata subsp. clivicola (McVaugh) Thiede & Eggli (of subsp. clivicola)
- Agave duplicata subsp. pueblensis (E.Solano & García-Mend.) Thiede. (of subsp. pueblensis)
- Bravoa geminiflora Lex. (of subsp. coetocapnia)
- Coetocapnia geminiflora Link & Otto
- Polianthes geminiflora (Lex.) Rose (of subsp. coetocapnia)
- Polianthes geminiflora var. clivicola McVaugh (of subsp. clivicola)
- Polianthes geminiflora var. pueblensis E.Solano & García-Mend. (of subsp. pueblensis)
- Robynsia geminiflora Drapiez (of subsp. coetocapnia)
- Polianthes tubulata Sessé & Moc. (of subsp. coetocapnia)
- Zetocapnia geminiflora Link & Otto, orth. var. (of subsp. coetocapnia)[1]

### Sous-espèce
Agave coetocapnia compte trois sous-espèces acceptées:
- Agave coetocapnia subsp. clivicola (McVaugh) Govaerts & Thiede ou Polianthes geminiflora var. clivicola McVaugh, Agave duplicata subsp. clivicola (McVaugh) Thiede & Eggli
- Agave coetocapnia subsp. "coétocapnie"
- Agave coetocapnia subsp. pueblensis (E.Solano & García-Mend.) Govaerts & Thiede

## Répartition et habitat
Agave coetocapnia est originaire du centre du Mexique, du nord-est du Mexique et du sud-ouest du Mexique. La description originale décrivait son habitat uniquement comme "montibus Micciacanis" ("en Montagnes mexicaines'). Il a été décrit comme poussant dans des « forêts de chênes sèches en hiver ».

## Culture
'Agave coetocapnia (sous plusieurs de ses synonymes) est cultivé comme plante bulbeuse ornementale depuis avant 1853, date à laquelle il était décrit comme une « belle plante », fleurissant en juillet et facile à cultiver dans un serre chaude en Angleterre. Il a été cultivé à l'extérieur en Caroline du Nord où il a survécu à des températures allant jusqu'à environ −14 °C. On rapporte qu'il hiverne avec succès à l'extérieur dans une position chaude dans le sud de l'Angleterre. Il est recommandé de le garder au sec en hiver.